# Logisticus iners
Logisticus iners là một loài bọ cánh cứng trong họ Cerambycidae.